# Санчес, Педро (почвовед)
Педро Санчес (Pedro A. Sanchez; род. 7 октября 1940, Куба) — американский почвовед кубинского происхождения.
Доктор философии (1968), директор программы и старший научный сотрудник Института Земли Колумбийского университета; эмерит-профессор Университета штата Северная Каролина, где трудился в 1968—1991 годах; член НАН США (2012) и Американской академии искусств и наук (2008).
В 1991—2001 годах директор World Agroforestry Center (ICRAF).
Лауреат World Food Prize (2002), Макартуровский стипендиат (2003).
Ныне профессор Флоридского университета.

## Биография
Уроженец Кубы.
Окончил Корнеллский университет, где учился с 1958 года, получил там степени бакалавра агрономии, магистра и доктора философии (1968) по почвоведению; занимался рисом на Филиппинах.
С 1968 по 1991 год в штате Университета штата Северная Каролина, ныне его эмерит-профессор.
В 1991—2001 годах директор World Agroforestry Center (ICRAF).
В 2002—2005 годах сопредседатель United Nations Millennium Project Hunger Task Force. В 2004—2010 годах директор Millennium Villages Project.
С 2003 года в Институте Земли Колумбийского университета.
Ныне профессор Флоридского университета. Являлся приглашенным профессором в Калифорнийском университете в Беркли.
Жил на Кубе и Филиппинах, в Перу, Колумбии и Кении; руководил исследовательскими программами в более чем 25 странах Латинской Америки, Юго-Восточной Азии и Африки.
Фелло American Society of Agronomy, Soil Science Society of America, Американской ассоциации содействия развитию науки (2006).
Также отмечен International Soil Science Award и International Service in Agronomy Award.
Почётный доктор университетов Бельгии (2001), Канады, США.
Автор более 300 научных публикаций.
Автор бестселлера по почвоведению Properties and Management of Soils of the Tropics. Соавтор «Halving Hunger: It can be done».
Супруга Cheryl Palm также учёный.

## Главные работы
- Sanchez P.A. 1977. Properties and management of Soils in the Tropics. Wiley, 618 p.
- Sanchez P.A. 2010. Tripling crop yields in tropical Africa. Nature Geoscience 3: 299—300.
- Sanchez P.A., Ahamed S., Carré F., Hartemink A. E., Hempel J., Huising J., Lagacherie P., McBratney A.B., McKenzie N. J., Mendonça-Santos M. l., Minasny B., Montanarella L., Okoth P., Palm C. A., Sachs J. D., Shepherd K. D., Vågen T-G., Vanlauwe B., Walsh M. G., Winowiecki L.A., Zhang G-L. 2009. Digital soil map of the world. Science 325: 680—681.
- Sanchez P.A. 2009. A smarter way to combat hunger. Nature 458: 148.
- Palm, C.A., Sanchez P. A., Ahamed S., Awiti A. Soils: A contemporary perspective. Annual Review of Environment and Resources 32: 99 — 121. 2007.
- Sanchez, P.A. and Swaminathan M.S. 2005. Hunger in Africa: the link between unhealthy people and unhealthy soils. The Lancet. 365: 442—444.